# Тимский сельсовет
Ти́мский сельсовет — муниципальное образование со статусом сельского поселения в Тимском районе Курской области.
Административный центр — село Введенка.

## История
Статус и границы сельсовета установлены Законом Курской области от 21 октября 2004 года № 48-ЗКО «О муниципальных образованиях Курской области».

## Население
| 2002  | 2010  | 2012  | 2013  | 2014  | 2015  | 2016  |
| ----- | ----- | ----- | ----- | ----- | ----- | ----- |
| 1613  | ↘1401 | ↗1414 | ↗1442 | ↗1452 | ↗1460 | ↘1456 |
| 2017  | 2018  | 2019  | 2020  | 2021  |       |       |
| →1456 | ↘1451 | ↘1418 | ↘1388 | ↘1322 |       |       |

## Состав сельского поселения
| № | Населённый пункт | Тип населённого пункта       | Население |
| - | ---------------- | ---------------------------- | --------- |
| 1 | 1-е Выгорное     | село                         | ↘934      |
| 2 | Введенка         | село, административный центр | ↘306      |
| 3 | Калиновка        | деревня                      | ↘26       |
| 4 | Шабановка        | деревня                      | ↘124      |
| 5 | Щиголевка        | хутор                        | ↘11       |